# Аджемян, Мкртич
Мкртич Аджемян (Ачемян; арм. Մկրտիչ Աճէմեան; 10 ноября 1838, Стамбул — 28 августа 1917, Стамбул) — армянский поэт, переводчик, драматург и театральный деятель.

## Биография
Родился в Константинополе, в районе Ортакёй и начальное образование получил в местной армянской школе. Затем учился в Венеции в армянском колледже Мурад-Рафаелян, где под руководством Гевонда Алишана развил свой литературный талант. В 1858 году вернулся в Константинополь, где с конца 1860-х годов принимал участие в культурной, особенно театральной жизни, писал стихи, пьесы. Первый сборник его поэзии — «Улыбка и слезы» (арм. Ժպիտք և արտասունք) — был опубликован в 1871 году.
Основная суть творчества Аджемяна — это протест против социальной несправедливости. Популярность приобрели его стихи, изображающие тяжёлую жизнь трудящихся армян в большом городе. Стихи Аджемяна публиковались в периодических изданиях и помимо дебютного затем вошли в сборники «Свет и тени» (арм. Լոյս եւ ստուերք, 1878) и «Весенние ветры» (арм. Լոյս եւ ստուերք, 1892). В 1908 году все три поэтические сборника с добавлением некоторых стихотворений, написанных после 1892 года, были переизданы в одной книге под названием «Трепещущие рифмы» (арм. Թրթռուն յանգեր, 1908). Переводы на армянский язык произведений Шиллера, Лафонтена, Беранже и других в 1911 году были опубликованы отдельно под названием «Различные переводы» (арм. Զանազան թարգմանութիւնք).